# لغو برده‌داری در بریتانیا
لغو برده‌داری در بریتانیا (انگلیسی: Abolitionism in the United Kingdom) جنبشی بود که در پایان قرن هجدهم و ابتدای قرن نوزدهم برای پایان دادن به برده داری رسمی و غیررسمی در امپراتوری بریتانیا، تجارت برده از طریق اقیانوس اطلس و سراسر جهان وجود داشت. این رویداد بخشی از یک جنبش وسیعتر در غرب اروپا و سراسر خاک آمریکا بود.
در سال ۱۸۰۷ در بریتانیای کبیر خرید و فروش برده به‌صورت غیرقانونی انجام می‌شد ولی داشتن برده مجاز بود تا اینکه در سال ۱۸۳۳ غیرقانونی اعلام شد. این شروع یک پروسه از سال ۱۸۳۴ بود که در آن برده‌ها در تصاحب صاحبان قبلی خود بودند تا زمانی که در سال ۱۸۴۰ اغلب آن‌ها آزاد شدند و تا سال ۱۸۴۳ برخی از آن‌ها که به‌صورت استثنایی آزاد نشده بودند نیز به آزادی دست یافتند. صاحبان قبلی بردگان از دولت رسماً هزینه خسارت از دست دادن آن‌ها را دریافت کردند ولی بردگان چیزی دریافت نکردند.

## پیشینه
در قرن ۱۷ میلادی، کوئیکرهای انگلیسی و گروه‌های مذهبی انجیلی، برده‌داری (که بیشتر به آفریقایی‌ها اعمال می‌شد) را به عنوان عملی غیر مسیحی محکوم کردند. در قرن هجدهم، لغو برده داری بخشی از اولین بیداری بزرگ در مستعمرات سیزده‌گانه بود؛ در همان دوره، متفکران عقل‌گرای عصر روشنگری به خاطر اینکه این عمل ناقض حقوق بشر بود از آن انتقاد کردند. جیمز ادوارد اوگلتورپ یکی از نخستین کسانی بود که علیه برده داری روشنگری کرد و ممنوعیت برده داری را در ایالت جورجیا اعمال کرد. با این تفاصیل ایده ضد برده داری در پایان قرن هجدهم توسعه یافت و مستعمره‌هایی که از کار بردگان استفاده می‌کردند نیز به این ایده پیوستند.